# Biagio Cavanna
Biagio Cavanna (Novi Ligure, 3 luglio 1893 – Novi Ligure, 21 dicembre 1961) è stato un pistard e dirigente sportivo italiano, divenuto celebre per aver scoperto ed allenato dapprima Costante Girardengo e, successivamente, Fausto Coppi.

## Carriera
Si dedicò fin da giovane allo sport, prima al pugilato e poi al ciclismo, gareggiando fino a tarda età. Fu proprio durante una Sei Giorni a Dortmund nel 1936, a sentire i primi sintomi della cecità incalzante. Diventato cieco, riuscì a entrare nella storia del ciclismo come massaggiatore e preparatore di grandi campioni.
Allestì con l'ingegnere Piero Mazzoleni, fondatore della Società Italiana Ossidi di Ferro (S.I.O.F.) di Pozzolo Formigaro, la squadra ciclistica G.S. Colori S.I.O.F...
Fu soprannominato il "mago di Novi" o l'"orbo veggente" per la sua capacità di interpretare il corpo di un atleta sentendolo solo con le mani.
Inoltre era amico del criminale e anarchico Sante Pollastri, amico comune anche di Costante Girardengo.
La morte del Campionissimo Fausto Coppi lo prostrò e lo spinse ad abbandonare l'attività. Morì la mattina del 21 dicembre 1961 all'ospedale S. Giacomo di Novi Ligure dove era stato ricoverato per un blocco renale e per un'infiammazione all'apparato respiratorio.

## Nella cultura popolare
Nella miniserie televisiva del 1995 Il grande Fausto diretta da Alberto Sironi, Biagio Cavanna è stata interpretato da Bruno Ganz, mentre nella miniserie del 2010 La leggenda del bandito e del campione diretta da Lodovico Gasparini è impersonato da Paolo Pierobon.